# Luiz Bevilacqua
Luiz Bevilacqua (Rio de Janeiro, 1937) é um cientista brasileiro mais conhecido pelo seu trabalho como Presidente da Agência Espacial Brasileira (2003-2004) e como Secretário-Geral do Ministério da Ciência e Tecnologia (1992-1993). 
Atualmente atua como Professor Emérito da UFRJ. Agraciado em 2011 com o Prêmio Anísio Teixeira.

## Carreira
Bevilacqua já atuou como:
- Vice-Reitor da Pontifícia Universidade Católica do Rio de Janeiro (PUC-Rio).
- Diretor do Instituto Alberto Luiz Coimbra de Pós-Graduação e Pesquisa em Engenharia (COPPE-UFRJ).
- Criador do Programa de Engenharia Civil da Instituto Alberto Luiz Coimbra de Pós-Graduação e Pesquisa em Engenharia (COPPE-UFRJ).
- Coordenador do Projeto de Veículos de Operação Remota (COPPETEC-PETROBRAS).
- Coordenador da consultoria para determinação da integridade estrutural dos Moinhos de Bola de Tubarão (COPPETEC-Companhia Vale do Rio Doce).
- Responsável pelo projeto estrutural de comportas e vertedouro da Barragem de Furnas.
- Responsável pelo projeto de componentes nucleares (tubulações e vasos de pressão) de classe nuclear para as usinas de Angra I e Angra II.
- Presidente da Associação Brasileira de Ciências Mecânicas (ABCM).
- Presidente do comitê de engenharia da  Coordenação de Aperfeiçoamento de Pessoal de Nível Superior (CAPES).
- Secretário-Geral do Ministério da Ciência e Tecnologia (MCT).
- Diretor das Unidades de Pesquisa do Conselho Nacional de Desenvolvimento Científico e Tecnológico (CNPq).
- Diretor Científico da Fundação Carlos Chagas Filho de Amparo à Pesquisa do Estado do Rio de Janeiro (FAPERJ).
- Coordenador da Pós-Graduação do Laboratório Nacional de Computação Científica (LNCC).
- Presidente da Agência Espacial Brasileira (AEB).
- Professor Emérito da Universidade Federal do Rio de Janeiro (UFRJ).
- Membro da Equipe de Concepção do Projeto Pedagógico da Universidade Federal do ABC (UFABC).
- Presidente do Comitê de Implantação da Universidade Federal do ABC (UFABC).
- Vice-Reitor da Universidade Federal do ABC (UFABC).
- Reitor da Universidade Federal do ABC (UFABC).
- Coordenador do Núcleo de Cognição e Sistemas Complexos da Universidade Federal do ABC (UFABC).

Bevilacqua também foi o criador do programa de pós-graduação do Laboratório Nacional de Computação Científica e criador da área de avaliação multidisciplinar (de cursos de pós-graduação) da CAPES, hoje a área que mais cresce em número de programas cadastrados anualmente. Ele é membro titular da Academia Brasileira de Ciências.

## Formação
- Engenheiro civil - Universidade do Brasil, UB - 1959.
- Especialista (Pontes e Estruturas) - Technische Hochschule Stuttgart - 1961.
- Livre-docente (Resistência de materiais) - Universidade Federal do Rio de Janeiro, UFRJ - 1966.
- Ph.D. (Mecânica aplicada) - Stanford University - 1971.

## Prêmios
Condecorações:
- Comendador da Ordem do Rio Branco - Ministério das Relações Exteriores - 1994
- Comendador da Ordem Nacional do Mérito Científico - Presidente da República do Brasil - jun/1995
- Grã-Cruz da Ordem Nacional do Mérito Científico - Presidente da República do Brasil - jul/2000
- Prêmio "Almirante Álvaro Alberto" (Ciências da Engenharia) - Conselho Nacional de Desenvolvimento Científico e Tecnológico - 1995
- Prêmio "Prêmio Anísio Teixeira" - Coordenação de Aperfeiçoamento de Pessoal de Nível Superior - 2011